# Fino all'estasi
"Fino all'estasi" ( en español: 'Hasta el éxtasis'') es una canción del cantautor italiano Eros Ramazzotti con la artista estadounidense Nicole Scherzinger, lanzada el 13 de noviembre de 2012 como segundo sencillo del álbum Noi . También se lanzó una versión en español del sencillo, titulada "Hasta el éxtasis", para lanzar la edición hispana del álbum, Somos . La canción fue escrita por Ramazzotti, Luca Chiaravalli, Anthony Preston, Carlo Rizoli, Mila Ortiz Martin y Saverio Grandi.

## Antecedentes y lanzamiento
El 21 de julio se anunció que Eros Ramazzotti había dejado Sony Music y había firmado un contrato discográfico con Universal Music Group. Unos días después, el manager de Ramazzotti, Giancarlo Giannini, anunció que tenía previsto empezar a trabajar en nuevo material entre septiembre y octubre de 2011, con el fin de lanzar un nuevo álbum en noviembre de 2012. Sin embargo, en enero de 2012, Ramazzotti rompió con su manager, reemplazándolo por Michele Torpedine. En agosto de 2012, se anunció que el nuevo álbum se lanzaría el 13 de noviembre de 2012, mientras que el título del álbum se reveló el 4 de septiembre de 2012.
Sobre la canción, Ramazzotti comentó: "Nicole y yo debemos habernos conocido en una vida anterior. Realmente disfruto trabajar con ella, es una gran experiencia. He grabado muchos duetos en mi carrera". : Tina Turner, Cher y ahora Nicole. Yo diría que mi voz combina muy bien con el canto en inglés de estos talentosos cantantes".

## Vídeo musical
"Fino all'estasi" es un vídeo en blanco y negro, clásico y elegante, con un alto impacto visual y un poco de ironía, que muestra claramente cómo Eros y Scherzinger se divirtieron durante una pausa en el rodaje. El vídeo fue filmado y dirigido en Milán, Italia por Robert Hales con la dirección artística de Luca Tommassini. El vídeo musical se estrenó en VEVO el 12 de junio de 2013.

## Listado de pistas
"Fino all'estasi" – descarga digital
1. "Fino all'estasi" - 3:45
2. "Hasta el éxtasis" - 3:45

## Listas y certificaciones

### Listas semanales
| Lista (2013)                | Mejor posición |
| --------------------------- | -------------- |
| Belgium (Ultratip Wallonia) | 11             |
| Belgium (Ultratip Flanders) | 68             |
| Hungary (Rádiós Top 40)     | 36             |
| Italy (FIMI)                | 20             |

## Historial de lanzamiento
| País   | Fecha              | Formato                      | Etiqueta         |
| ------ | ------------------ | ---------------------------- | ---------------- |
| Italia | 24 de mayo de 2013 | Radio de éxito contemporáneo | Música universal |